# Джоузеф Хилис Милър
Джоузеф Хилис Милър (на английски: Joseph Hillis Miller, Jr., роден на 5 март 1928) е американски литературовед, представител на Йейлската школа.

## Биография
Роден е в Нюпорт Нюз (Вирджиния), щата Вирджиния, САЩ. Син е на Джоузеф Хилис Милър старши, баптистки свещеник, университетски преподавател и администратор, който заема и поста президент на Университета на Флорида. Милър получава бакалавърска степен в Обърлин колидж (summa cum laude, 1948), а магистърска (1949) и докторска (1952) в Харвардския университет. Женен е и има три деца.
Джоузеф Хилис Милър е литературен и културен историк, специализирал се в областта на Викторианската литература и културата на Модернизма, с централен интерес към етиката на четенето и на четенето като културен акт. Между 1952 и 1972 г. той преподава в Университета „Джонс Хопкинс“. По това време е под влияние на своя колега в университета белгийския литературен изследовател Жорж Пуле и на изследванията на Женевската школа в литературознанието.
През 1972 г. Хилис Милър се премества в Йейлския университет, където преподава в течение на четиринайсет години. В Йейл става част от т.нар. Йейлска школа на деконструкцията и се нарежда до Пол де Ман, Харолд Блум и Джефри Хартман.
През 1986 г. Хилис Милър напуска Йейл, за да се прехвърли в Калифорнийския университет в Ървайн, където по-късно е последван от един от Йейлските си колеги – Жак Дерида. През същата година става президент на Американската асоциация за съвременни езици, а през 2005 г. получава и нейната награда за цялостен принос. И в Йейл, и в Ървайн Хилис Милър е ментор на поколение американски литературоведи, сред които и феминистката Ив Козофски Седжуик.
Днес той е Почетен професор изследовател по англицистика и сравнително литературознание в Калифорнийския университет в Ървайн.
През февруари 2000 г. гостува в София, за да участва в конференцията „Четенето в епохата на медии, компютри и Интернет“, организирана от департамент Нова българистика на Нов български университет.